# Сомуа S35
Сомуа S35 је био француски коњички тенк. После капитулације Француске у Другом светском рату, овај тенк је ушао у састав Вермахта под ознаком PzKpfw S35 739 (f).

## Развој
Француски план наоружања из 1931. предвиђао је 3 врсте возила за коњицу:
- Automitrailleuse de Découverte (АМД) морало је бити брзо возило великог домета за даља извиђања, у пракси оклопни аутомобил.
- Automitrailleuse de Reconnaissance (АМР) требало је да буде лако возило са два члана посаде за блиско извиђање.
- Automitrailleuse de Combat (АМЦ) било је борбено возило коњице, у пракси тенк.

Први АМЦ био је оклопни аутомобил (полугусеничар) П-16/М1929, иако у пракси није био ни боље оклопљен ни боље наоружан од других оклопних аутомобила (АМД) тог времена. Зато је Рено почео да развија лаке тенкове за коњицу: АМЦ 34 и АМЦ 35.
 Војска није била задовољна са АМЦ 35 због сувише малог радијуса дејства за коњицу (160 km), што је довело до развоја новог тенка Сомуа С-35.

## Опрема
Труп се састојао из 3 ливена сегмента спојена закивцима, који су пружали одличну заштиту, осим ако би граната погодила спој између горњег и доњег дела трупа са стране. Возач је седео напред лево, са великим визиром и три прореза за осматрање. Радио-оператер седео је напред, а трећи члан посаде, који је био командир, нишанџија и пунилац, био је у куполи APX-4 наоружаној топом СА35 од 47 mm
и спрегнутим митраљезом од 7,5 mm.

## Оперативна историја
На папиру, С-35 је вероватно био најбољи тенк на свету 1939, са јаким оклопом, великом брзином и снажним топом. У пракси, купола за једног човека знатно је смањила учесталост ватре, док је застарело вешање ограничило покретљивост ван друма.

## Варијанте
До почетка рата 1939. направљена је побољшана верзија са јачим мотором (220 КС) - С-40.

## Корисници
- Француска
- Нацистичка Немачка